# Charles Babbage
Charles Babbage (født 26. december 1791, død 18. oktober 1871) var en engelsk matematiker, som var den første som fik ideen til programmerbare computere.
Babbage holdt omkring 1833 nogle små komsammener for tidens overklasse og berømtheder, hvori han fremviste sin mekaniske, automatiske regnemaskine "Difference Engine" og prøvede at rejse penge til at finansiere konstruktionen af sit næste projekt: "Analytical Engine" – en mere generisk computer. Babbage overtalte Ada Lovelace til at oversætte Luigi Menabreas afhandling "Notions sur la machine analytique de Charles Babbage", hvor hun så tilføjede sine egne noter. Der er diskussion om, i hvor stor udstrækning noterne blev udfærdiget af Lovelace alene eller på diktat af Charles Babbage.
Dele af Babbages første computer kan ses i London (London Science Museum).
I 1991 blev en maskine fremstillet på grundlag af Babbages originale tegninger og efter datidens kendte tolerancer. Maskinen fungerede perfekt.